# Fotsiforia assamensis
Fotsiforia assamensis là một loài tò vò trong họ Ichneumonidae.